# Abdallah Ould Souleymane Ould Cheikh Sidiya
Pour les articles homonymes, voir Sidiya.
 (juin 2017).
Abdallah Ould Souleymane Ould Cheikh Sidiya, né en 1961 à Boutilimit, est un haut fonctionnaire et un homme politique mauritanien.

## Biographie
Il est titulaire d'un Doctorat en Sciences Économiques obtenu à l'Université de Nice (France), d'un Diplôme d'études approfondies (DEA) en Analyse et politique économiques ainsi que d'une Maîtrise en Sciences économiques.
Abdallah Ould Cheikh Sidiya est issu de l'une des plus grandes familles maraboutiques de Mauritanie et de l'une des plus puissantes confédérations tribales du Trarza (Sud-Ouest mauritanien) : les Oulad Biri. Il est, de plus, le fils de Souleymane Ould Cheikh Sidiya, ancien Président de l'Assemblée Nationale de Mauritanie et ancien Conseiller de l'Assemblée de l'Union française. 
Abdallah Ould Cheikh Sidiya a travaillé pour et au sein de plusieurs institutions internationales (Banque mondiale et Fonds Arabe pour le développement économique et social/FADES) et a occupé plusieurs postes importants dans l'administration mauritanienne. Ministre des Affaires économiques et du Développement de mai 2003 à juillet 2004, puis ministre des Finances (août 2005 - avril 2007) du gouvernement de transition de Sidi Mohamed Ould Boubacar, formé après le coup d'État du 3 août 2005. 
Il devient l'artisan du spectaculaire redressement des finances publiques de son pays au cours de cette période, ce qui a permis à la Mauritanie d'obtenir l'annulation de sa dette publique multilatérale et rendu possible le financement du processus électoral ainsi que deux importantes augmentations de salaires. 
Il a été, toutefois, critiqué pour avoir favorisé ses amis politiques en leur attribuant, comme la loi l'y autorise, des terrains du domaine privé de l'État au cours de cette période. Ses défenseurs considèrent que ces attributions de terrains, très limitées par rapport aux pratiques d'avant la Transition, ont été faites à la suite d'instructions insistantes des Autorités de l'époque.